# Кібець Ірина Дмитрівна
Ірина Дмитрівна Кібець — українська художниця, майстриня петриківського розпису, член Національної спілки художників України.